# Дерево (в искусстве)
Дерево — один из древнейших материалов, применяемых в архитектуре, скульптуре, декоративно-прикладном искусстве, как основа для живописи и  изготовления печатных форм для тиражирования графики (ксилография), декорирования тканей (доски для набойки), изготовления кондитерских изделий (формы для печатных пряников).

## Архитектура

### Древняя Греция. Архитектура Архаики
Дерево, как строительный материал, с древнейших времен использовалось в местностях с обширными лесными массивами, где в нём не было недостатка. В искусстве и архитектуре части стран деревянная архитектура имела преобладающую роль. Так, древнейшие постройки в Древней Греции были созданы из дерева, и именно в этом материале из стоечно-балочной системы создавалась ордерная архитектура. Запад Греции был богат строевым лесом, стволы большого диаметра шли на изготовление колонн и бруса перекрытий — отсюда монументальность дорического ордера. В восточной Греции леса изобиловали деревьями с менее толстыми стволами, поэтому, чтобы получить колонну, приходилось соединять между собой несколько стволов. На востоке Греции получил развитие зародившийся в Малой Азии более изящный ионический ордер.
Три яруса классического греческого храма: фундамент, карниз с крышей и поддерживающая края крыши колоннада, пришли именно из деревянной архитектуры, не имевшей ни одной конструкции, которую нельзя бы было исполнить из прямых лесоматериалов. Поэтому в этих постройках не было ни куполов, ни арок, ни сводов. Храмы VII—VI вв. до н. э. возводились из дерева (колонны, кровля) и кирпича-сырца (стены наоса). Торцы деревянных балок, опиравшихся на архитрав (нижний брус карниза), закрывались деревянными же планками, между которыми располагались метопы (первоначально терракотовые барельефы или живописные картины). От планок, фланкирующих балки, пошли триглифы в каменных конструкциях, также закрывающие выступающие концы балок. Позднее конструкции сооружений постепенно из дерева и кирпича были переведены в камень (сначала известняк, а потом мрамор). Храмы Древней Греции представляют собой успешный перенос конструкции, планировки и ключевых декоративных мотивов из одного материала в другой.

### Древняя Русь

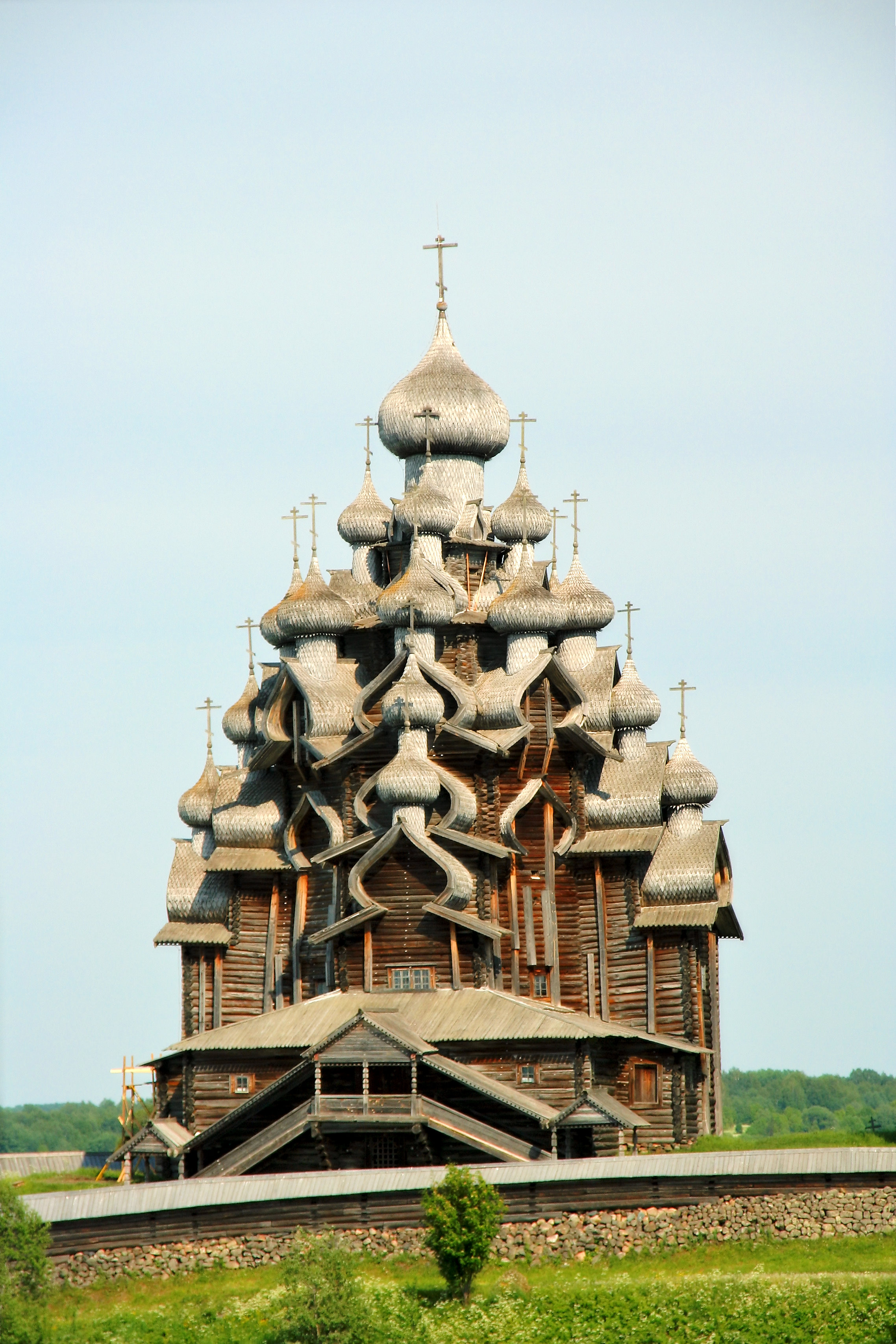
Церковь Преображения Господня на острове Кижи 1714

На Руси, так же, как и везде, где леса было достаточно, деревянные здания появились раньше каменных, и так же, как и в Древней Греции, первоначально формы каменного строительства отрабатывались в дереве. Немаловажное значение имело то, что строить из дерева было достаточно легко (в том числе использовать заранее собранные отдельные блоки) и в короткие сроки. На Руси плотники отдавали предпочтение брёвнам, реже использовались брус и доска, которые трудно вытесать топором. Доски обыкновенно заменялись пластинами — брёвнами, расколотыми надвое. Использовались два приёма соединения брёвен в углах сооружения: «с остатком» — наиболее распространённый или «без остатка» («в лапу») — достаточно редкий. Кровля была двухскатной либо многогранной, шатровой, что позволяло создавать различные вариации архитектурных форм. Основная единица русской деревянной архитектуры — четырёхугольный (квадратный либо прямоугольный в плане) сруб со сторонами 6—8 метров, большие здания конструировались из множества подобных срубов. Церковные здания строились из восьмериков, так называемых «круглых» срубов, что позволяло увеличить внутренний объем, и из срубов крестообразных в плане. Известны церкви, возводившиеся по чьему-либо обету за один день. Технология строительства из срубов позволяла легко разбирать и перевозить здания для сборки их на новом месте. Так в 1551 году был построен город Свияжск — его постройки были срублены в Угличском уезде зимой, а весной 1551 года сплавлены по Волге на место будущего города. Все здания Свияжска были собраны на новом месте за месяц.

### Британия и Скандинавия

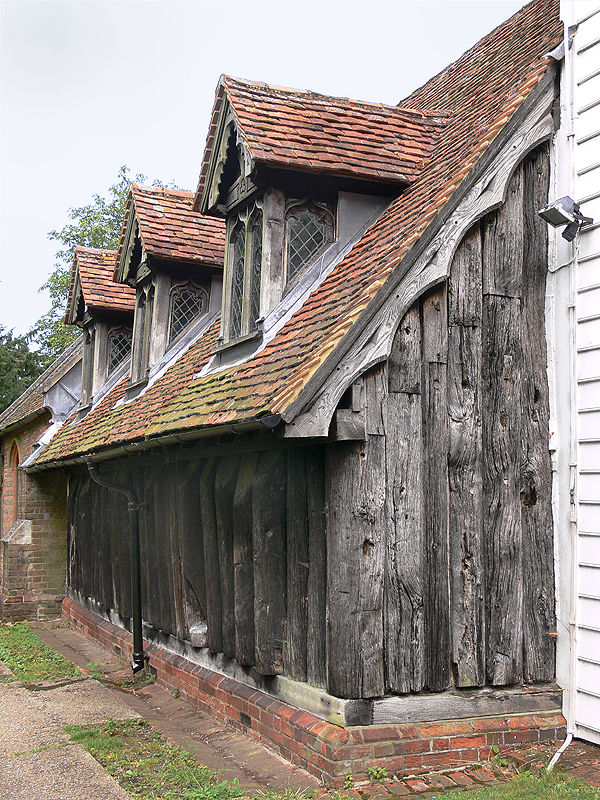
Церковь Святого Андрея. Гринстед, графство Эссекс. Часть здания, датируемая XI в. под кровлей позднего периода

Дерево широко применялось в архитектуре Северной Европы (Ирландии, Британии, Германии, Скандинавии). В странах, бывших под владычеством Римской империи, после её гибели строительство из камня уступило место деревянному зодчеству. В англо-саксонской Британии сам глагол «строить» буквально означал «возводить из дерева». Ирландские и британские источники периода раннего Средневековья особенно часто упоминают церковные строения из дерева. С VII века встречаются детальные описания построек, такие, как рассказ о деревянной молельне в «Гесперийских речениях» (стихи 547—560). Беда Достопочтенный пишет о деревянных постройках, возводимых «по обычаю скоттов» (mos Scottorum), крытых тростником. До настоящего времени дошёл деревянный центральный объем церкви Святого Андрея в Гринстеде (графство Эссекс, Великобритания), заложенной в XI веке — единственное сохранившееся сооружение донорманнского периода. Древнейшая часть неоднократно перестроенной церкви согласно последним исследованиям, датируется 1013 годом. Стены возведены из вертикально поставленных, наподобие ограды-частокола, дубовых полукруглых панелей. Судя по рисунку XVIII века, сохранившему вид западного фронтона церкви до её перестройки, в её конструкции отсутствовали горизонтальные элементы. Гринстедская церковь относится к наиболее распространённому типу церковных строений — базиликальному, однако в Британии существовали и более сложные сооружения центрического типа, такие как церковь в Поттерне (Уилтшир), реконструированная современными археологами. На ковре из Байе (конец XI века) изображена в разрезе поджигаемая норманнами двухъярусная церковь, в которой спрятались местные жители. Однако небольшое количество сохранившихся документальных источников и археологические находки не позволяют в достаточной степени восстановить историю британского деревянного зодчества эпохи раннего Средневековья. 
В Скандинавию деревянное церковное зодчество пришло вместе с христианством через Британию. Представление о древнейшей деревянной архитектуре этого региона дают находки, сделанные при археологических раскопках в Швеции, Дании, Норвегии. Как сообщает Адам Бременский, в Сконе (южная Швеция) существовало 300 церквей. Известно около 10 церквей в Лунде (первая половина XI — начало XII в.). Одна из них — построенный в 1050 году большой трёхнефный храм Святой Марии, близкий к храмам базиликального типа, возведённый, как и церковь в Гринстеде, «частокольным» способом.

## Изобразительное искусство

### Скульптура

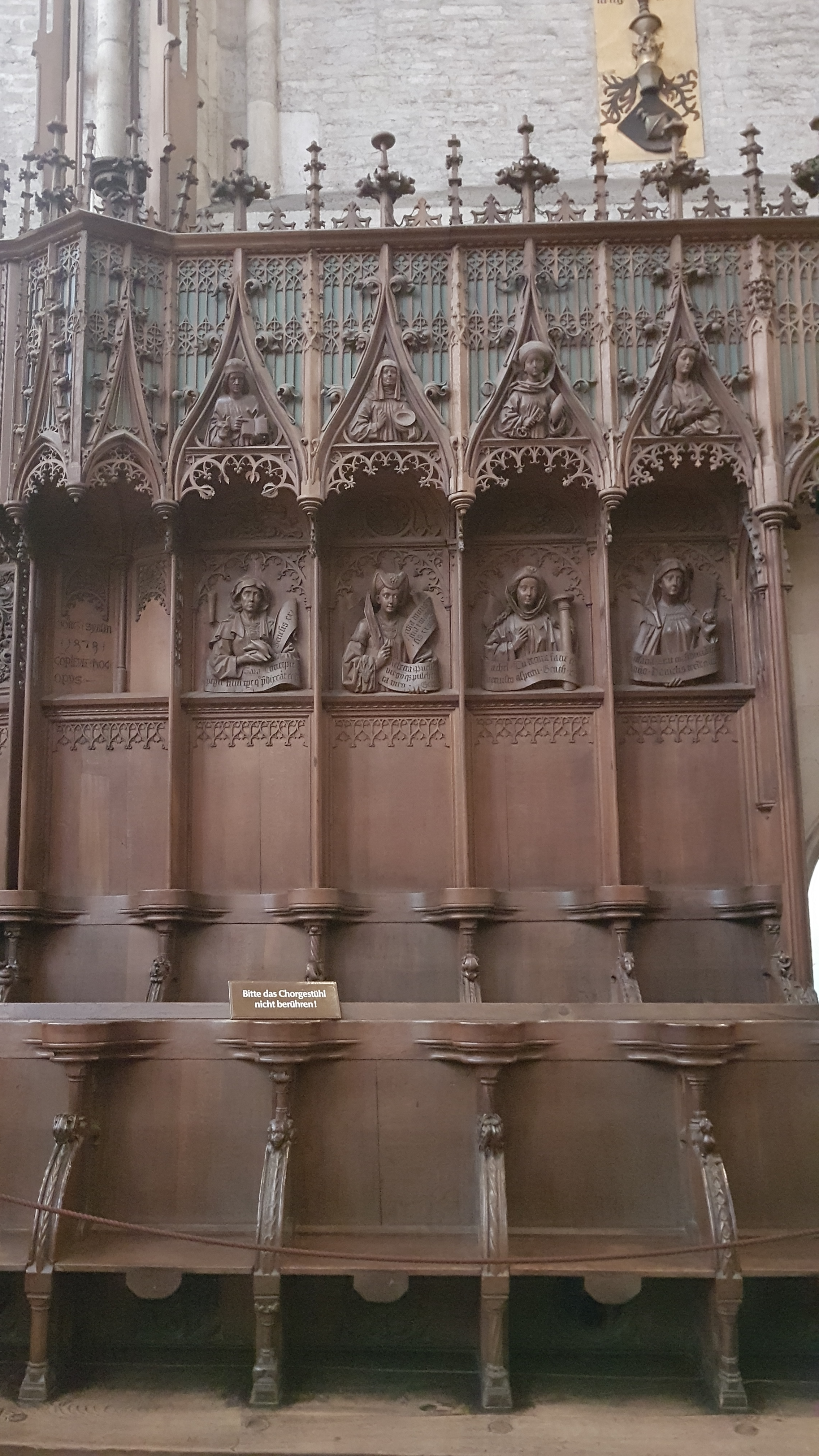
Йорг Сирлин Старший. Скамьи хоров. 1469-1474. Ульм, собор

Дерево как материал для скульптуры известно с глубокой древности. Древнейшая деревянная скульптура, сохранившаяся до наших дней, — Шигирский идол из древесины лиственницы, возраст её, по мнению специалистов, составляет 11 600 лет. Расцвет деревянной скульптуры пришёлся на Средние века и раннее Возрождение в центральной Европе, где для храмов исполнялись статуи святых, резные алтари (в том числе створчатые, распространение которых знаменовало собой переход от готики к Ренессансу), кафедры и сидения для хоров. Для скульптурных и резных работ использовалось в основном мягкое, лёгкое в обработке, дающее пластичные формы липовое или буковое дерево. В алтарях со створками, которые можно было закрывать и открывать в соответствии с днями литургического года, могли сочетаться живопись и скульптура. По традиции северной готики такие алтари имели пределлы, которые также могли быть выполнены из дерева, и фигурные навершия, украшенные ажурной резьбой. В своём оригинальном виде алтари со створками (крыльями) сохранились в крайне малом количестве, большая часть их погибла или была разрознена в годы протестантского иконоборчества, по естественным причинам или из-за изменения вкусовых предпочтений. Известные мастера (Михаэль Пахер, Фейт Штосс, Тильман Рименшнейдер), работавшие в области деревянной скульптуры, способствовали развитию алтарных композиций от ранних простых и статических к более сложным, многоплановым, оживлённым умелой передачей движения персонажей и их эмоционального состояния.
Типичные мотивы европейской деревянной скульптуры XV века: «Прекрасная Мадонна», Христос верхом на осле (сцена въезда в Иерусалим), «Распятие» и «Пьета». Статуи святых, помимо прочего, использовались в религиозных процессиях. По большей части это произведения анонимных мастеров. Дерево, казавшееся в ту пору слишком простым по сравнению с мрамором и бронзой, раскрашивалось и золотилось. Уже в конце XV века под влиянием творчества Йорга Сирлина и Рименшнейдера деревянная скульптура лишается окраски, и зрители обретают возможность видеть естественные цвет и рисунок натурального дерева.

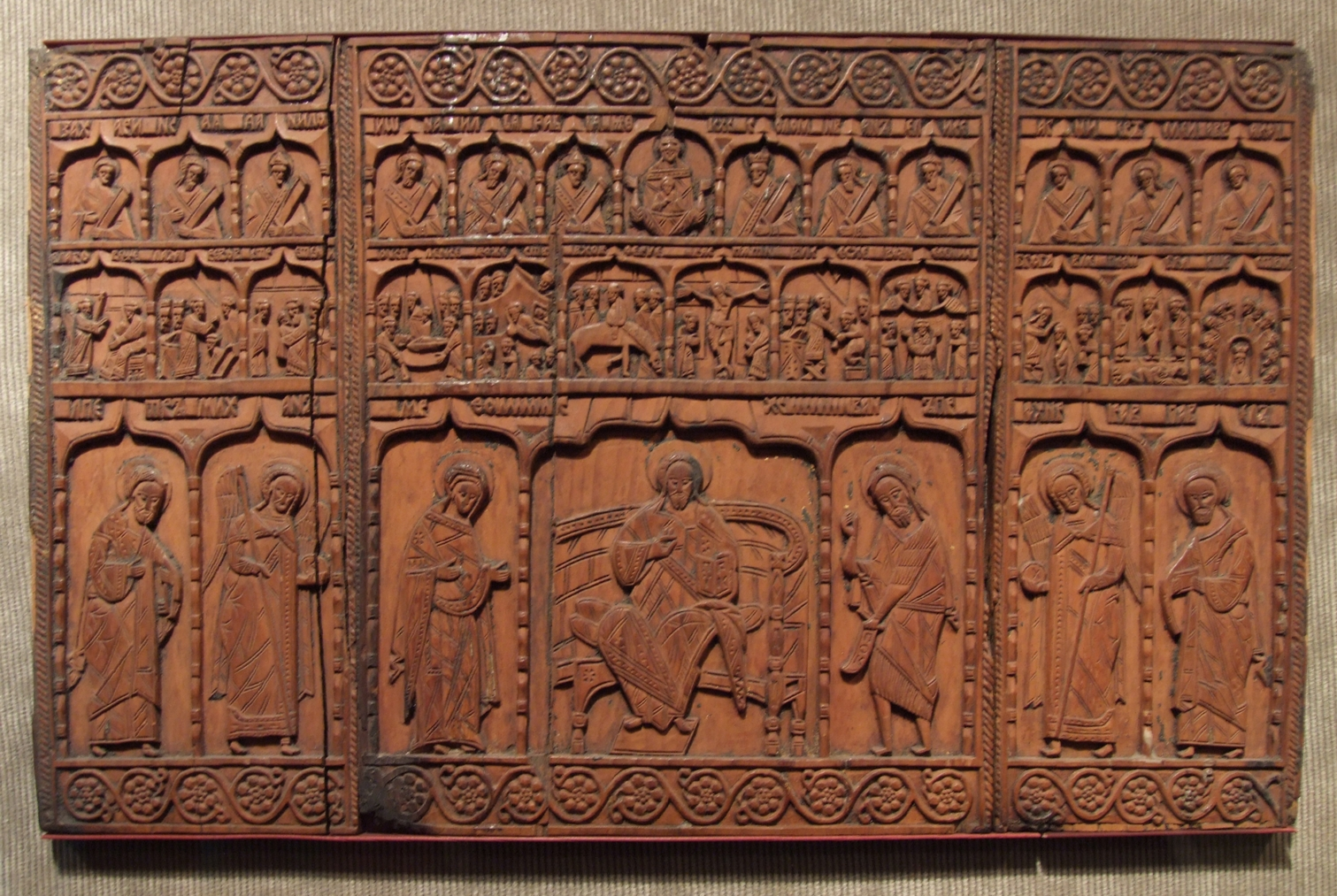
Деисус, праздники, пророки. Походная икона-складень. Новгород, 2-я половина XVI века. Дерево, резьба. Музей им. А. Рублева

На Руси деревянная религиозная скульптура и резные иконы существовали, несмотря на отрицательное отношение к объемным изображениям святых, характерное для православной христианской традиции, воспринятой от Византии, с давних времён. Одни из ранних образцов этого вида искусства — икона «Архангел Михаил в деянии» (XII в., в настоящее время хранится в Махачкале), изображение Николы Можайского (начало XIII в.), «Распятие» (Тутаев) — относятся к домонгольскому периоду. С переходом во второй половине XII века ведущего политического значения от Киева к Владимиро-Суздальскому княжеству это вид изобразительного искусства приобрел первостепенное значение. В период татаро-монгольского ига, на севере Руси и в Новгороде, которые были обойдены захватчиками, деревянная скульптура широко использовалась в убранстве интерьеров церквей. В конце XV века в Новгороде и Пскове отмечается её бурное развитие. О значении резных деревянных икон, распятий, статуй святых (наиболее распространены были изображения святых Георгия, Николая, Параскевы) свидетельствуют официальные документы, летописи и литературные произведения того времени. В конце XIV — начале XV веков в резные рельефы начали переводиться чудотворные иконы: Владимирская Богоматерь, Спас Нерукотворный, последняя, кроме прочего, использовалась в тябловых и ярусных иконостасах. Расцвет русской деревянной скульптуры пришёлся на XVI век, когда в значимых городах Русского царства возводились соборы по образу московского Успенского собора. Как и в Москве, в новых соборах устраивались подкупольные амвоны с живописными иконами и деревянными горельефами и статуями святых, которые, как кариатиды, служили опорами для всего сооружения. Помимо Москвы, где после русско-польской войны (1654—1667) в Оружейной палате работали резчики из Польши и Белоруссии, среди центров с активно развивавшимися традициями деревянной скульптуры можно назвать Великий Новгород, Ростов Великий, монастыри русского Севера: Соловецкий, Кирилло-Белозерский, Спасо-Прилуцкий.

### Живопись
Дерево, как основа под живопись, известно со времён античности. Плиний Старший сообщает, что афинский художник Аполлодор (вторая половина V в. до н. э.) писал свои картины на деревянных досках. Самые ранние произведения изобразительного искусства на деревянной основе, сохранившиеся до наших дней, — фаюмские портреты (I—III вв. н. э.). Ассортимент древесины для фаюмских портретов разнообразен: они писались на тонких дощечках из смоковницы, кипариса, ливанского кедра, пинии, сосны, лиственницы. В средние века итальянские живописцы предпочитали мягкую древесину. Ченнино Ченнини в своей работе «Книга об искусстве» рекомендует использовать иву и липу. Леон Баттиста Альберти называет предпочтительные сорта для живописи: лиственницу (долговечную и не дающую трещин), тополь белый и чёрный, иву, граб, рябину, бузину и смоковницу. По его сообщению, древесина этих пород достаточно суха, надёжно держит клей и подмалёвок, а краски ложатся на неё равномерно. Дуб же, по мнению Альберти, не подходит для живописи, так как не воспринимает клей. По словам Вазари, итальянцы предпочитали белый тополь из-за его мягкости и, в то же время прочности при креплении мастикой, а венецианцы, когда писали на деревянной основе, выбирали ель, так как её в изобилии сплавляли из Германии по реке Адидже, а также получали из Славонии. Древесина как основа для живописи широко применялась до XVII века. В Италии доски использовали параллельно с холстом в XVI столетии, во Фландрии, Голландии и Германии деревянная основа была предпочтительной, особенно для картин малого формата, ещё в XVII веке. Тем не менее известны и масштабные произведения на дереве, например, алтарные картины Рубенса. На Руси живопись на досках была широко распространена до конца XVII века. Подавляющее большинство русских икон написаны на липовых досках, далее по частоте использования идут сосна и ель, реже применялись бук и лиственница. Даже после того, как главенствующее положение среди основ для живописи занял холст, и в Европе и в России продолжали появляться картины на дереве.
Выбирая основу для будущей картины, художники, прежде всего, использовали древесину, характерную для данной местности. Это обстоятельство помогает исследователям определить с большой долей вероятности, по крайней мере это характерно для западноевропейской живописи XIII—XVI вв., где создавалась картина. Необходимо также иметь представление о древней флоре той или иной местности. После XVI века развитие международных связей (прежде всего торговля) и снижение требований к качеству материалов привели к расширению выбора основы. Так, в Голландии художники использовали для картин доски старых кораблей и пивных бочек — древесина, находившаяся долгое время под воздействием сначала воды, а потом (при сушке) солнечного света, не коробилась и не гнила. Некоторые картины Рембрандта написаны на красном дереве, ввозимом из колоний. В России появились кипарисовые доски и их даже научились подделывать — об этом сообщает русский автор первой трети XVII в.
Ориентируясь на размер будущей картины (иконы), основу для неё делали либо из одной целой доски, либо из составленных вместе нескольких досок (известны случаи, когда картины писались на щите из двадцати досок). Доски между собой соединяли сначала клеем: казеиновым, мездровым, из обрезков пергамента, альбуминовый. Стыки с оборотной стороны покрывали грунтом, считая, что так обеспечивается их неподвижность. Подобные соединения характерны для каталонской школы живописи XII века, Франции, Германии, Италии в XIII—XIV веках. Еще один ранний способ соединения — с помощью деревянных шипов, вставляемых в паз, вырезанный в плоскости стыка. Шипы на целых щитах можно увидеть только при рентгенографическом исследовании. По принципу «шипа» делалось соединение, при котором на торце одной из досок по всей длине вытачивался выступ, на другой, также по всей длине — паз. Это соединение видно с торца основы. 

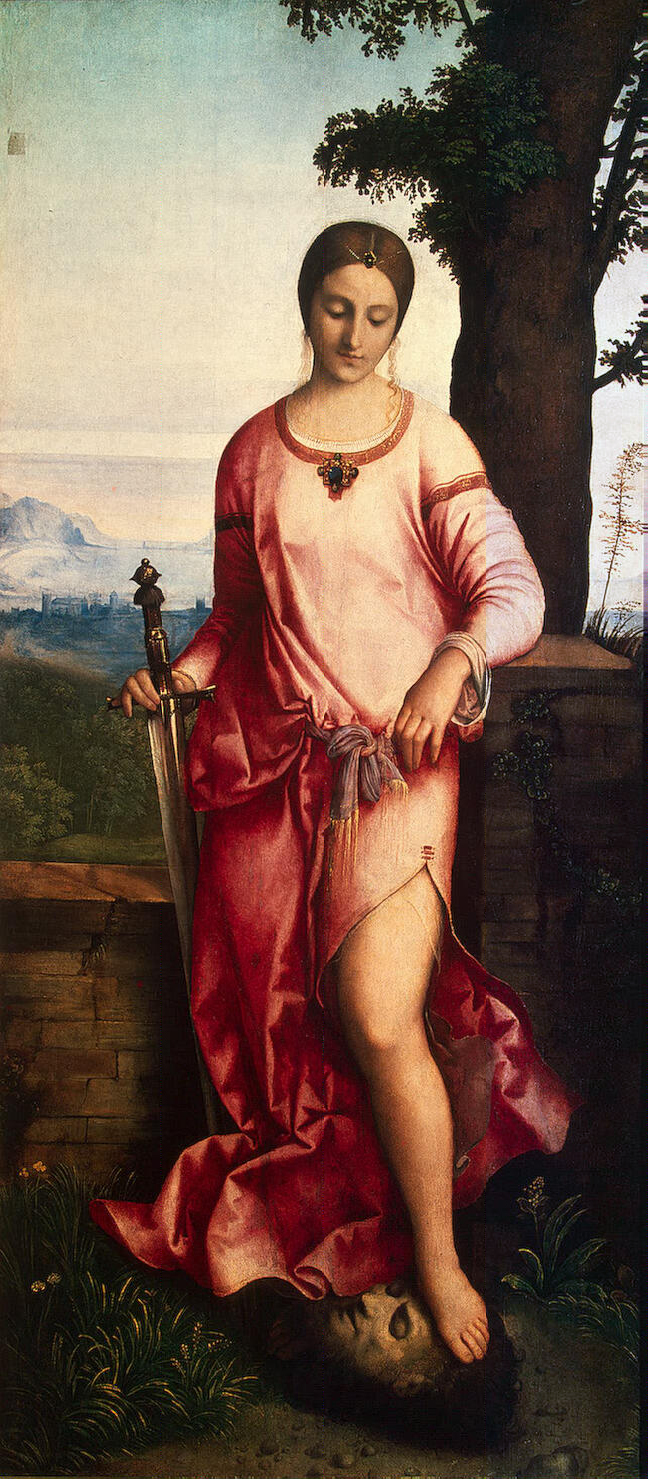
Джорджоне. Юдифь. Картина была написана на дереве около 1504 года. В 1893 году в Эрмитаже переведена на холст реставратором А. Сидоровым

Западноевропейские художники работали на основах, составленных из одного вида древесины. Считалось, что разное дерево нельзя не только соединять в одну основу, но даже и хранить рядом доски разных пород. Однако в составе алтарных комплексов, полиптихов, триптихов и диптихов встречаются основы из разного дерева. Подлинность всего произведения подтверждается, если это породы деревьев из одной местности, той, где оно было создано. Картины, написанные одним художником приблизительно в одно время, исполнялись на досках одного ствола, исследователям не известны случаи использования досок одного ствола разными мастерами.
Доски для живописи, в зависимости от места и времени создания произведения, применялись различной толщины: от 2 мм (Фаюм) до очень толстых основ итальянского раннего Возрождения. Иконы в технике энкаустики VI—VIII веков имеют толщину 10—12 мм. Самые ранние иконы Руси выполнялись на очень тонких досках, впоследствии русские мастера выбирали более толстую основу. Художники Северной Европы в XVII веке использовали доски толщиной 8—10 мм.
Серьёзный недостаток деревянной основы — способность материала, даже хорошо высушенного, поглощать и отдавать влагу из воздуха. Из-за гигроскопичности древесины происходит постоянное движение её волокон и она коробится, вызывая разрушения грунта и красочного слоя картин. Чтобы предохранить живописные основы от коробления, их заключали в специальные рамы с креплением винтами (так поступил Дюрер с центральной частью «Вознесения Марии») или создавали на оборотной стороне целые системы из деревянных планок, ограничивающие движение досок одним направлением. Позднее, в XVIII веке, реставраторы стали применять метод паркетирования (паркетаж), благодаря которому доски картины приспосабливались к перепадам влажности и температуры воздуха без коробления. При паркетировании часть деревянной основы с обратной стороны картины удаляется (состругивается), далее к ней подклеиваются деревянные планки, направленные по древесным волокнам доски. Планки имеют отверстия, в которые вставляются перпендикулярно другие планки. Это позволяет древесине расширяться и сужаться, не вызывая коробления и трещин. Таким образом в 1740 году французский реставратор Хакен, с именем которого связывают распространение этого метода, паркетировал картину Рубенса. Метод паркетажа широко использовался в XIX веке, как при реставрации старых картин, так и при создании новых произведений. Паркетаж исполнялся из дорогих сортов дерева, а столяры-краснодеревщики, укреплявшие картины, нередко подписывали свою работу.
Деревянная основа поражается древоточцами — это характерно для досок из мягких пород дерева, в меньшей степени портятся доски из дуба (благодаря содержащемуся в нём танину) и хвойных пород (из-за смолы). Основы старинных картин, поражённые насекомыми, утончались реставраторами в XVIII—XIX веках. Иногда деревянная основа удалялась полностью (состругивалась), а красочный слой переводился на новую основу — чаще всего холст, реже — на дерево или медь. Широкое распространение, несмотря на высокую вероятность порчи картины, перевод живописи с дерева на холст получил в Италии (где, вероятно, и был изобретён в 1720-х годах) и, особенно, во Франции.

### Графика
Самая ранняя гравюрная техника, ксилогравюра, гравюра на дереве, появилась в Японии в VIII веке. Техника гравирования была близка к технике изготовления досок для набойки. Изначально на деревянных досках из груши, самшита, дикой вишни вырезались буддийские тексты. Расцвет обрезной (на досках продольного распила) японской гравюры приходится на XVII век. Мягкие плавные линии и области цветовых пятен обрезались с двух сторон ножами со скошенными лезвиями или резцами. Для детальной проработки рисунка применялись небольшие ножички. Лишнее дерево между выступающими местами доски выбиралось долотом. Полученные формы для выпуклой гравюры покрывались красками из минерального или растительного сырья в смеси с пастой из риса, при этом краска не попадала в углубления доски. Цветная гравюра печаталась в несколько приёмов, отдельно для каждого цвета. При сдержанной красочной гамме, не всегда соответствующей натуральному цвету, и обобщённо-условной форме, японская гравюра (даже в чёрно-белом исполнении) отличается особенной утончённой декоративностью.
Европейская обрезная ксилогравюра, произведения которой были доступны широким слоям населения, долгое время была монохромной. В Европе гравюра на дереве была известна с XIV века, европейцев с гравюрой (через игральные карты, которые чаще всего печатались с деревянных досок) познакомили арабы. До начала XV века в европейской гравюре господствовал контурный рисунок. Вскоре методом гравирования стали производить печатные листы с изображением и текстом, которыми украшали стены в домах. Самый ранний образец такого листа датируется 1423 годом. Со второй трети XIV века в Германии и Голландии распространились небольшие брошюры или «блочные книги», где картинки вместе с текстом печатались с гравировальной доски. Одна из самых массовых книжек этого вида — «Библия для бедных», старейший экземпляр которой отпечатан в 1430—1440 годах (Гейдельберг, Университетская библиотека). Для каждой страницы подобной книги требовалось изготовить свою граверную доску.
Развитие европейской гравюры на дереве тесно связано с творчеством Альбрехта Дюрера, его произведения, где использовалась только одна краска — чёрная, не уступали, по мнению некоторых современников, живописным произведениям. Дюрер изменил господствовавшую ранее манеру работы в ксилографии, перенеся в эту область технические приёмы, характерные для гравюры на металле. С помощью разнообразной штриховки он стремился передать как можно более правдоподобно объём предметов и нюансы светотени, ставя весьма трудные задачи для резчика. По мнению части исследователей его творчества, некоторые гравюры он резал сам. Расцвет европейской ксилографии пришёлся на первую половину XVI века, позднее её место заняла гравюра на металле, в книгопечатании ксилография стала использоваться только для воспроизведения виньеток. В гравюре на меди легче передать игру полутонов, так как для создания тонких штрихов использовался резец-штихель, на доске продольного распила штихелем работать невозможно — он рвёт поперечные древесные волокна, при печати такой обрез даёт грязный, зазубренный штрих.
В 1780-х годах Томас Бьюик изобрёл торцовую (или тоновую, репродукионную) гравюру — на досках, собираемых из пластин поперечного распила твёрдых сортов дерева. Получалась твёрдая и однородная по строению поверхность, подходящая для работы штихелями. Форма для печати получается более прочной, с неё можно сделать больше отпечатков, чем с доски продольного распила. При торцовом способе гравирования стало возможным получать в один рез штрихи различной толщины до самых тонких. Штрихи при печати остаются белыми — Бьюик использовал при работе на дереве приёмы углублённой гравюры, и получил возможность создавать сложные тональные и цветовые переходы с помощью белых, а не чёрных, как в обрезной гравюре, штрихов.

## Декоративное, прикладное, декоративно-прикладное искусство

### Пряничные доски
Пряничная доска — форма из древесины преимущественно лиственных пород для производства печатных пряников с вырезанным на ней контррельефным узором. В германских землях резкой досок занимались сами пекари либо резчики-гравёры, в некоторых местностях производство форм для пряников было тесным образом связано с производством досок для набойки ткани. Кроме дерева для пряничных форм использовались и другие материалы, такие как камень и глина. Глиняные формы, в отличие от деревянных, были известны ещё в античную эпоху, но именно деревянные доски при массовом производстве пряников были наиболее удобными. Самые древние европейские деревянные формы, дошедшие до наших дней, датируются XVI веком. В словацких Кошице и Банска-Быстрице были обнаружены деревянные пряничные доски, датируемые 1631 и 1635 годами соответственно.
В России в XVII веке рисунки для московских пряничных досок создавали «кормовые московские и городские иконописцы». Одним из центров изготовления пряничных досок и пряников с XVIII века был Городец — местные мастера, в отличие от европейских, подписывали свои изделия. Две самые ранние датированные городецкие доски для пряников — 1763 и 1766 годов — экспонируются в Государственном историческом музее. Пряничные доски из Городца поставлялись и в другие города России. Наряду с городецкими были известны пряничные формы из Москвы, Тулы, Твери, Вязьмы, Архангельска и Вологды.
Деревянные доски в Восточной Европе резались из древесины берёзы, липы, груши, ивы, ольхи и осины. Западноевропейские резчики использовали верхнюю часть ствола груши, грецкого ореха, бука, ели, клёна, реже дуба. В конце XVIII века появляются многочисленные доски из самшита, ценившегося за однородную структуру древесины. Австрийский этнолог Э. Хёранднер отмечала, что приблизительно до 1600 года германские резчики использовали доски торцового распила, в XVII веке они перешли на доски продольного распила.
Если было необходимо создать тонкий узор со множеством деталей, то выбиралась твёрдая древесина берёзы или груши, эти виды дерева отличаются прочностью, формы из них могут прослужить долгие годы. Узор с высоким рельефом и пластичными линиями лучше всего получается на легко обрабатываемой липовой доске, однако доски из этой древесины недолговечны. Существовали составные пряничные формы, где собственно часть из дорогой древесины, с которой печатался пряник крепилась на базу из дерева низшего качества.
Первоначально источниками мотивов для европейских пряничных форм были гравюры на дереве и меди, широко распространявшиеся по немецким землям в XV—XVI веках, образцами служили и ювелирные изделия. В эпоху барокко мастерство резчиков возрастает, и выпускаются формы с более сложными узорами.
В XX веке, при переходе на промышленный способ производства печатных и фигурных пряников, неоднократно предпринимались попытки заменить деревянные пряничные доски формами из других материалов. Однако именно деревянные доски считаются наиболее подходящими для формирования изделий из пряничного теста, и до настоящего времени в центрах производства этого кондитерского изделия сохраняется профессия резчика досок.